# Saison 2013-2014 du Stade brestois 29
Maillots
Dernière mise à jour : 20 mai 2012.
Chronologie
Saison précédente Saison suivante
La saison 2013-2014 du Stade brestois 29, club de football français, voit l'équipe évoluer en Ligue 2, après sa relégation intervenue trois saisons après la montée en Ligue 1 en 2010.

## Déroulement de la saison

### Avant saison

#### Préparation de la saison
Le 31 mai 2013, Yvon Kermarec est élu nouveau président du club en remplacement de Michel Guyot et annonce le retour d'Alex Dupont comme entraîneur. L'objectif du président pour cette nouvelle saison en Ligue 2 est de figurer dans les cinq premiers du classement.
Le budget est en baisse de 27 millions à 12 millions d'euros.
Avant l'ouverture du mercato estival, le stade brestois dispose de 23 joueurs professionnels sous contrat. En effet à l'issue de la saison 2012/2013, quatre joueurs achèvent leur prêt et quatre autres sont en fin de contrat.
L'encadrement de la masse salariale signifié le 11 juin par la DNCG oblige le club à vendre des joueurs avant d'en recruter au mercato.
Corentin Martins (directeur sportif et ex-entraîneur par intérim) et Olivier Cloarec (directeur administratif de la formation) sont licenciés pour motifs économiques.

#### Matches de préparation
| Date         | Adversaire             | Lieu           | Résultat | Buteurs Brest             | Affluence | Rapport |
| 13 / 07 / 13 | Le Mans FC (CFA)       | Plabennec      | annulé   |                           |           |         |
| 17 / 07 / 13 | US Boulogne (National) | Pleyber-Christ | 2-1      | Lesoimier 19e, Soumah 59e |           |         |
| 20 / 07 / 13 | FC Lorient (L1)        | Concarneau     | 1-1      | Pandor 48e                |           |         |
| 23 / 07 / 13 | Stade de Reims (L1)    | Ergué-Gabéric  | 1-1      | Ayité 38e                 |           |         |
| 27 / 07 / 13 | EA Guingamp (L1)       | Saint-Brieuc   | 1-3      | Lesoimier 84e             |           |         |

## Transferts

### Été 2013
Détails des transferts de la période estivale - Départs :
| Joueur              | Nationalité        | Poste             | Club                   | Pays                | Division           | ___                                                      |
| Magaye Gueye        | France/ Sénégal    | Attaquant         | Everton FC             | Angleterre          | Premier League     | Retour de prêt                                           |
| Florian Raspentino  | France/ Algérie    | Attaquant         | Olympique de Marseille | France              | Ligue 1            | Retour de prêt puis prêt au SC Bastia                    |
| Florian Lejeune     | France             | Défenseur         | Villarreal CF          | Espagne             | Liga Adelante      | Retour de prêt                                           |
| Abdoulwhaid Sissoko | France/ Mali       | Milieu défensif   | Udinese                | Italie              | Serie A            | Retour de prêt                                           |
| Mario Lička         | République tchèque | Milieu axial      | SK Slavia Prague       | République tchèque  | Gambrinus liga     | Fin de contrat, signe 2 ans au Slavia                    |
| Ahmed Kantari       | France/ Maroc      | Défenseur central | RC Lens                | France              | Ligue 2            | Fin de contrat                                           |
| Larsen Touré        | France/ Guinée     | Attaquant         | PFK Levski Sofia       | Bulgarie            | Ligue A bulgare    | Fin de contrat                                           |
| Lionel Cappone      | France             | Gardien           | Stade lavallois        | France              | Ligue 2            | Fin de contrat, signe 1 an à Laval                       |
| Paul Baysse         | France             | Défenseur         | AS Saint-Etienne       | France              | Ligue 1            | Transfert 1 M€                                           |
| Charlison Benschop  | Pays-Bas           | Attaquant         | Fortuna Dusseldorf     | Allemagne           | Bundesliga 2       | Prêt avec option d'achat                                 |
| Adama Ba            | Mauritanie         | Attaquant         | SC Bastia              | France              | Ligue 1            | résiliation de contrat - contrat de 3 ans                |
| Kamel Chafni        | Maroc              | Milieu de terrain | Al Dhafra              | Émirats arabes unis | Arab Gulf League   | Transfert gratuit - contrat de 1 an                      |
| Richard Soumah      | Guinée             | Milieu de terrain | RAEC Mons              | Belgique            | Jupiler pro league | Transfert gratuit - contrat de 1 an avec 3 ans en option |

Détails des transferts de la période estivale - Arrivées :
| Joueur           | Nationalité | Poste                               | Club             | Pays    | Division      | ___                                  |
| Dialo Guidileye  | France      | Milieu défensif                     | LB Châteauroux   | France  | Ligue 2       | Retour de prêt                       |
| Nicolas Verdier  | France      | Attaquant                           | Gazélec Ajaccio  | France  | Ligue 2       | Libre - Contrat de 2 ans             |
| Dominique Pandor | France      | Milieu offensif                     | AS Monaco        | France  | Ligue 1       | Prêt de 1 an sans option d'achat     |
| Florian Lejeune  | France      | Défenseur central / Milieu défensif | Villarreal CF    | Espagne | Liga Adelante | Prêt de 1 an                         |
| Florian Julien   | France      | Milieu/Attaquant                    | Stade brestois B | France  | CFA2          | Premier contrat professionnel        |
| Manuel Perez     | France      | Milieu offensif                     | GF38             | France  | CFA           | libre contrat de 2 ans + 1 en option |
| Johann Ramaré    | France      | Milieu axial                        | Stade de Reims   | France  | Ligue 1       | libre contrat de 3 ans               |
| Wilfried Moimbé  | France      | Défenseur latéral                   | Tours            | France  | Ligue 2       | libre contrat de 2 ans               |
| Simon Falette    | France      | Défenseur central                   | FC Lorient       | France  | Ligue 1       | prêt de 1 an sans o.a                |

### Hiver 2013-2014
Détails des transferts de la période hivernale - Départs :
| Joueur      | Nationalité | Poste  | Club               | Pays       | Division            | ___         |
| André Auras | France      | Milieu | Los Angeles Galaxy | États-Unis | Major League Soccer | Résiliation |

## Équipe type
Il s'agit de la formation la plus courante rencontrée en championnat (établie à partir du temps de jeu de chaque joueur).
 mise à jour en date du : 9 mai 2014 

## Effectif complet
Stagiaires pro : Endhoumou Chanfi, Andy Pinçon, Francis Longomba, Arthur Desmas
Aspirants : Gautier Larsonneur, Cheikh Diop, Corentin Jacob, Joffrey Lidouren, Corentin Le Houérou, Florent Crenn

## Dirigeants
- Président : Yvon Kermarec  France
- Vice-président : Alain Rozec  France
- Secrétaire général : Jean-François Dubois  France
- Manager général : Michel Bucquet  France
- Directeur sportif : Michel Bucquet  France
- Responsable administratif du projet de centre de formation :
- Cellule de recrutement : Yannick Gaden, Eric Leroy

Autres membres du staff technique :
- Jean-Pierre Ratajczak, Intendant
- Miguel d'Agostino (en), Superviseur

## Rencontres de la saison

### Ligue 2
mise à jour en date du : 10 mai 2014 
| Date          | Journée | Adversaire        | Lieu | Résultat | Buteurs Brest                             | Points | Place | Affluence | % remplissage |
| Matchs Aller  |         |                   |      |          |                                           |        |       |           |               |
| 02 / 08 / 13  | 1       | Châteauroux       | ext. | 3-3      | Lesoimier 17e, Pandor 70e, Ayité 75e      | 1      | 9     |           |               |
| 09 / 08 / 13  | 2       | FC Istres         | dom. | 3-1      | Lejeune 27e (csc), Ayité 74e, Verdier 69e | 4      | 5e    |           |               |
| 16 / 08 / 13  | 3       | AS Nancy-Lorraine | ext. | 0-1      | Grougi 37e                                | 7      | 5     |           |               |
| 23 / 08 / 13  | 4       | Dijon FCO         | dom. | 0-0      |                                           | 8      | 5     |           |               |
| 30 / 08 / 13  | 5       | Angers SCO        | ext. | 2-1      | Grougi 89e                                | 8      | 7e    |           |               |
| 13 / 09 / 13  | 6       | AJ Auxerre        | ext. | 0-0      |                                           | 9      | 8e    |           |               |
| 20 / 09 / 13  | 7       | CA Bastia         | dom. | 2-0      | Ramaré 5e, Dernis 6e                      | 12     | 4e    |           |               |
| 24 / 09 / 13  | 8       | Stade lavallois   | ext. | 2-1      | Verdier 54e                               | 12     | 8e    |           |               |
| 27 / 09 / 13  | 9       | US Créteil        | dom. | 1-2      | Verdier 36e                               | 12     | 8     |           |               |
| 04 / 10 / 13  | 10      | Tours FC          | ext. | 1-1      | Verdier 34e                               | 13     | 11e   |           |               |
| 18 / 10 / 13  | 11      | FC Metz           | dom. | 0-3      |                                           | 13     | 13e   |           |               |
| 25 / 10 / 13  | 12      | Havre AC          | ext. | 0-1      | Verdier 67e                               | 16     | 12e   |           |               |
| 01 / 11 / 13  | 13      | ESTAC Troyes      | dom. | 1-1      | Verdier 52e (sp)                          | 17     | 12    |           |               |
| 08 / 11 / 13  | 14      | AC Arles-Avignon  | ext. | 1-0      |                                           | 17     | 13e   |           |               |
| 22 / 11 / 13  | 15      | Chamois niortais  | dom. | 0-1      |                                           | 17     | 14e   |           |               |
| 29 / 11 / 13  | 16      | Clermont Foot     | ext. | 1-0      |                                           | 17     | 16e   |           |               |
| 13 / 12 / 13  | 17      | Nîmes Olympique   | dom. | 1-1      | Ayité 88e                                 | 18     | 16    |           |               |
| 20 / 12 / 13  | 18      | SM Caen           | ext. | 0-0      |                                           | 19     | 15e   |           |               |
| 10 / 01 / 14  | 19      | RC Lens           | dom. | 0-1      |                                           | 19     | 15    |           |               |
| Matchs Retour |         |                   |      |          |                                           |        |       |           |               |
| 17 /01/ 14    | 20      | FC Istres         | ext. | 3-1      | Verdier 48e                               | 19     | 17e   |           |               |
| 24 / 01 /14   | 21      | AS Nancy-Lorraine | dom. | 0-0      |                                           | 20     | 16e   |           |               |
| 31 / 01 /14   | 22      | Dijon FCO         | ext. | 3-0      |                                           | 20     | 19e   |           |               |
| 18 / 03 / 14  | 23      | Angers SCO        | dom. | 1-0      | Grougi 78e                                | 23     | 18e   |           |               |
| 15 / 02 / 14  | 24      | AJ Auxerre        | dom. | 1-0      | Verdier 33e                               | 26     | 18    |           |               |
| 24 / 02 / 14  | 25      | CA Bastia         | ext. | 0-1      | Alphonse 63e                              | 29     | 17e   |           |               |
| 28 / 02 / 14  | 26      | Stade lavallois   | dom. | 2-1      | Grougi 58e 71e                            | 32     | 13e   |           |               |
| 07 / 03 / 14  | 27      | US Créteil        | ext. | 0-0      |                                           | 33     | 13    |           |               |
| 14 / 03 / 14  | 28      | Tours FC          | dom. | 2-0      | Grougi 36e (sp) Verdier 57e               | 36     | 11e   |           |               |
| 24 / 03 / 14  | 29      | FC Metz           | ext. | 1-0      |                                           | 36     | 13e   |           |               |
| 28 / 03 / 14  | 30      | Havre AC          | dom. | 1-1      | Alphonse 72e                              | 37     | 13    |           |               |
| 04 / 04 / 14  | 31      | ESTAC Troyes      | ext. | 0-2      | Grougi 1re Alphonse 64e                   | 40     | 13    |           |               |
| 11 / 04 / 14  | 32      | AC Arles-Avignon  | dom. | 2-0      | Grougi 75e (sp) Alphonse 80e              | 43     | 11e   |           |               |
| 18 / 04 / 14  | 33      | Chamois niortais  | ext. | 1-2      | Ayité 51e Falette 72e                     | 46     | 8e    |           |               |
| 25 / 04 / 14  | 34      | Clermont Foot     | dom. | 2-0      | Alphonse 46e Grougi 88e                   | 49     | 7e    |           |               |
| 02 / 05 / 14  | 35      | Nîmes Olympique   | ext. | 1-1      | Ayité 58e                                 | 50     | 8e    |           |               |
| 05 / 05 / 14  | 36      | SM Caen           | dom. | 0-1      |                                           | 50     | 8     |           |               |
| 09 / 05 / 14  | 37      | RC Lens           | ext. | 0-1      | Ayité 80e                                 | 53     | 7e    |           |               |
| 16 / 05 / 14  | 38      | Châteauroux       | dom. | 3-0      | Ayité 16e Verdier 65e Alphonse 71e        | 56     | 7     |           |               |

### Coupe de la Ligue
Le club fait son apparition au stade du premier tour, où il se fait éliminer par l'AJ Auxerre.
| Date         | Tour     | Adversaire           | Lieu | Résultat | Buteurs Brest | Affluence | % remplissage | Rapport |
| 06 / 08 / 13 | 1er tour | AJ Auxerre (Ligue 2) | dom  | 1-4      | Ayité 55e     | 6 230     |               | Rapport |

### Coupe de France
Le club joue la coupe à partir du 7e tour en novembre 2013.
| Date         | Tour       | Adversaire                 | Lieu                                        | Résultat | Buteurs Brest             | Affluence | % Remplissage | Rapport |
| 16 / 11 / 13 | 7e tour    | Sablé Football Club (CFA2) | stade Rémy Lambert, Sablé-sur-Sarthe        | 0-2      | Verdier 33e 48e           | 3500      |               |         |
| 07 / 12 / 13 | 8e tour    | AS Cherbourg (CFA)         | Stade Maurice-Postaire, Cherbourg-Octeville | 1-3      | Ayité 9e 49e Alphonse 84e |           |               |         |
| 08 / 01/ 14  | 32e finale | PSG (Ligue 1)              | Stade Francis-Le Blé, Brest                 | 2-5      | Lesoimier 33e Ayité 89e   |           |               |         |

### Matchs amicaux
| Date         | Adversaire          | Lieu                       | Résultat | Buteurs Brest                     | Affluence | Rapport |
| 13 / 07 / 13 | Plabennec (CFA)     | Plabennec                  | 2-3      | Martial 24e et Verdier 48e 51e    |           |         |
| 11 / 10 / 13 | FC Nantes (Ligue 1) | Stade Municipal de Locminé | 4-0      |                                   | 300       |         |
| 15 / 10 / 13 | Plabennec (CFA)     | stade Kervéguen Plabennec  | 0-3      | Dernis 7e, Moimbé 37e Lejeune 85e |           |         |

### Meilleurs buteurs
| Position | Nom                | Buts en L2 | Buts en C.F | Buts en C.L | Total Buts |
| -------- | ------------------ | ---------- | ----------- | ----------- | ---------- |
| 1        | Nicolas Verdier    | 10         | 2           | 0           | 12         |
| 2        | Jonathan Ayité     | 7          | 3           | 1           | 11         |
| 3        | Bruno Grougi       | 9          | 0           | 0           | 9          |
| 4        | Alexandre Alphonse | 6          | 1           | 0           | 7          |
| 5        | Benoît Lesoimier   | 1          | 1           | 0           | 2          |
| 6        | Dominique Pandor   | 1          | 0           | 0           | 1          |
| -        | Johann Ramaré      | 1          | 0           | 0           | 1          |
| -        | Geoffrey Dernis    | 1          | 0           | 0           | 1          |
| -        | Simon Falette      | 1          | 0           | 0           | 1          |